# Шевченкове (Бердянський район)
Шевче́нкове —  село в Україні, в Бердянському районі Запорізької області. Населення становить 505 осіб. Орган місцевого самоврядування - Долинська сільська рада.

## Географія
Село Шевченкове знаходиться на лівому березі річки Обитічна, вище за течією на відстані 2 км розташоване село Коза, на протилежному березі - село Оленівка.

## Населення

### Мова
Розподіл населення за рідною мовою за даними перепису 2001 року:
| Мова       | Кількість | Відсоток |
| ---------- | --------- | -------- |
| українська | 468       | 92.67%   |
| російська  | 36        | 7.13%    |
| болгарська | 1         | 0.20%    |
| Усього     | 505       | 100%     |

## Історія
- 1911 - дата заснування.